# Конец искусства
Конец искусства (англ. End of Art) — термин, используемый в постмодернистской эстетике и философии для характеристики крайней эклектичности современного искусства, относительности его ценностей, отсутствия общего канона, культа новизны и абсолютной творческой свободы, стирания границы между искусством и другими сферами жизни. Отрицание современными постмодернистскими художниками общего критерия художественности, каких-либо закономерностей художественного развития — лишает искусство перспектив как целостной сферы жизни и делает возможным признание любого объекта в качестве художественного произведения.
Декларируется право художника произвольно определять границы искусства.
Единственным достаточным критерием художественности в постмодернистской эстетике служит субъективная воля автора и даже художественного критика или куратора художественной галереи. Примером здесь могут служить работы Дюшана и Энди Уорхола.
Как полагают исследователи, признание относительности художественных ценностей делает постмодернистское искусство все более коммерциализированным, ставя под контроль глобальной административной сети, диктующей художнику параметры искусства, которые востребованы потребителем в данный момент и часто ничего общего с эстетическими ценностями не имеющие (Hickey, 1993).
Артур Данто полагает, что отрицание общего художественного канона современным постмодернистским искусством и культивирование принципа все разрешено лишает искусство его собственных ценностей, обрекая его на творческую бесплодность, самоповторение, разрушение структуры и превращение в один из элементов политической и экономической сфер (Danto, 1997).
Жан Бодрийяр утверждает, что смерть современного искусства происходит в результате отрыва его от реальности и бесконечного самокопирования (Baudrillard, 1990).
С другой стороны, культ новизны и непризнание постмодернистскими художниками директивного характера художественного канона, отрицание закономерностей развития искусства и возможности его развития вообще, вольное отношение к критерию художественности и демаркационной линии, отделяющей искусство от неискусства, — превращает постмодернистское искусство в универсальную экспериментальную площадку, творческую лабораторию по выработке новых стилей и направлений.
Несмотря на неприятие постмодернистскими художниками директивного характера эстетических ценностей и законов художественного развития, они не могут отменить их существование, в этом отношении, постмодернистский протест против тоталитаризма художественных дискурсов непроизвольно превращается в поиск новых форм воплощения художественных закономерностей, их реализации в новом культурном контексте. Некоторые исследователи видят в постмодернистском искусстве не агонию искусства, а творческую почву для выработки новых, часто парадоксальных культурных феноменов, жизненно важных для развития искусства и культуры (Morawski, 1989:161).
Ощущение конца искусства не является новым в истории искусства. В частности, в искусстве XVI века также констатировался факт его тематической исчерпанности, предельности его достижений (Гомбрих, 1995:361). Точно так же и в науке на рубеже XIX—XX веков утверждалось о том, что ничего кардинально нового уже открыто быть не может, осталось только решить несколько второстепенных проблем.
Данные утверждения служат одним из признаков смены художественной и научной парадигм.
Томас Кун полагал, что нарастание диссонирующих фактов, неспособность их объяснить в рамках существующей теории приводит к смене парадигм (Kuhn, 1962). Таким же нарастанием диссонирующих проблем характеризуется и состояние современного искусства, которое, надо полагать, находится в стадии перехода в иную стадию своего развития.